# Сатриано
Сатриа̀но (на италиански: Satriano) е малко градче и община в Южна Италия, провинция Катандзаро, регион Калабрия. Разположено е на 293 m надморска височина. Населението на общината е 3364 души (към 2012 г.).